# Parasite Eve II
Parasite Eve II es un videojuego de terror de un jugador publicado en el año 2000 por la compañía japonesa Squaresoft para la videoconsola PlayStation de Sony. A diferencia de su predecesor, Parasite Eve, que es un videojuego de rol o RPG (role-playing game), Parasite Eve II pertenece al género de videojuegos de terror.

## Historia
Tres años después del Incidente ocurrido en Nueva York con los monstruos nacidos de las mitocondrias, Aya Brea, que fue parte de la Policía de la ciudad y una de las pocas personas que sobrevivieron al incidente, es ahora una agente del FBI que forma parte de una división especial llamada MIST (Equipo de Investigación y Supresión Mitocondrial por sus siglas en inglés) el cual es enviado a una misión urgente en el centro de Los Ángeles, donde ha habido informes de NMC's. El primer capítulo en el juego pone a Aya en la posición de la investigación de la torre Acrópolis, donde encuentra un equipo completo de SWAT sacrificado y una infestación de NMC. Ella pronto descubre que el NMC puede tomar forma humana y, finalmente, se encuentra con un tipo diferente de criatura, un humanoide Artificial Neomitochondrial Creature (ANMC en siglas, ‘criatura artificial neomitocondrial’) del tipo gólem conocido como N.º 9. Ella se encuentra con este NMC tres veces. El gólem N.º 9 destruye la torre Acrópolis, pero Aya junto con su compañero Rupert Broderick, que ha estado en el lugar antes de que ella llegue, logran escapar en un helicóptero de la policía.
Después de un breve interludio, Aya se dirige a una ciudad del desierto de Mojave llamada Dryfield. Dicha ciudad no es nada más que una parada de camiones, en una carretera que rara vez se utiliza, con un motel, tienda, bar y taller de mecánica. Al llegar, Aya descubre que Dryfield también está infestado de NMC. Más tarde se encuentra con un sobreviviente (el señor Douglas) y su perro, Flint, que actuará como su fuente de noticias y equipo durante gran parte del juego. Más tarde Aya conoce a Kyle Madigan, un investigador privado que afirma que está en una misión similar a la de Aya. Él le dice acerca del Refugio, una instalación cercana de metro que pueden tener las respuestas a los recientes brotes de NMC.
Después de pasar algún tiempo en Dryfield, Aya y Kyle encuentran una entrada a una vivienda ubicada en una mina abandonada. Al entrar en aquella mina, Kyle desaparece repentinamente llegando a hacer pensar a Aya que está muerto, por lo que investiga la vivienda sola. Cuando Aya explora el refugio descubre que los NMC son el resultado de la ingeniería genética en un intento de crear artificialmente formas de vida superiores, y que de alguna manera ella está muy involucrada. La historia del juego se desarrolla a través de varias escenas de animación que aparecen a intervalos regulares en puntos de la trama, una de ellas revela que la ANMC fueron creados a partir de su propio ADN.
Finalmente, Aya descubre la última área del juego, los Neo Ark (Shambala en la versión japonesa), que es la entrada a la que se oculta en el refugio. Ella se entera de que la instalación de Ark estaba destinado a ser un escaparate de la tecnología NMC, dividido en diferentes hábitats, con comentarios como visitante del zoológico y plataformas de observación en toda la zona. La contención de los Hábitat se ha roto y los NMC están sueltos. Esta zona está infestada de las criaturas también. El objetivo en esta área es de Aya para desactivar el generador de energía, que permite el acceso a un área que no pudo ser localizado en el refugio. Volviendo a la vivienda, se reúne con Kyle, Aya rescata a una chica que ha sido manipulada en el control de la hostil NMC. También descubre que la chica cuyo nombre curiosamente es Eve, fue creada a partir de su propio ADN, por lo que ella, en cierto sentido, es la hija de Aya. Eve es secuestrada por N.º 9.
Volviendo a la entrada del refugio, Aya se encuentra con un pequeño ejército de golems, pero es rescatada por los Marines de EE. UU., que han sido alertados por Aya por sus contactos en MIST. Más tarde, recibe un regalo del señor Douglas, a través de Flint, de los suministros. Ella decide usar a Flint a ayudarla a encontrar a Eve, lo que le llevan de Eve que le permitiera seguir su rastro. Él la lleva de vuelta al refugio. Aya sigue las pistas de Eve hasta una sala que contiene un capullo enorme, para buscar la a Eve y N.º 9. Kyle está allí también, al parecer, N.º 9 ayuda. Kyle se convierte finalmente en el N.º 9, que le impide colocar la víspera en el capullo. Después de una escena que muestra un arma vía satélite de ser despedido por órdenes del Presidente, y Dryfield ser borrado del mapa, Aya y Kyle se encuentran separados por un agujero que ha penetrado en todas las plantas del refugio. Ella mira hacia abajo para ver la víspera colgando sobre un pedazo de escombros en el borde de uno de los niveles inferiores.
Finalmente, los saltos de capullo abierto de haber sido desplazado por el impacto del arma, que revela al mayor NMC de todos. Después de derrotar a esta criatura, la víspera se transforma en un NMC con alas muy rápido y poderoso que se parece a Melissa Pearce-víspera de la segunda a la última forma del primer juego. Una vez más Aya debe luchar. Una vez que esta batalla final se llegó a la conclusión, varias escenas de corte se muestran en función de las acciones del jugador durante el juego.

## Jugabilidad
Uno de los aspectos que más se destacan del juego, es el repentino cambio que hizo Squaresoft en la jugabilidad al darse cuenta de que Parasite Eve estaba diseñado más bien como un shooter en tercera persona que como un RPG. En esta entrega toma un aspecto más al estilo de Resident Evil, pudiendo correr con un arma en la mano y entrando en batalla con monstruos que ya están en una habitación, y no que aparecen de la nada, al estar cerca de ellos, al inicio de la batalla.
También es muy notable la variedad de armas, municiones y enemigos presentes que no se incluían en la anterior entrega, llegando a tener tres municiones distintas para armas; pistolas, escopetas, ametralladoras, rifles de asalto y lanzagranadas. Los enemigos aparecen en varios colores siendo capaces de atacar e incluso tragarse al personaje, usar ataques psíquicos o ataques físicos como golpes o mordiscos, una estructura mucho más dinámica que Parasite Eve.
Aya Brea también dispone de poderes (como en la anterior entrega), los cuales deberán recobrarse ganando puntos de experiencia (EXP). En total son doce poderes: tres de fuego (Pyrokinesis, Combustion y Inferno), tres de agua (Healing, Metabolism y Life Drain) tres de tierra (Antibody, Energy Shot y Energy Ball) y tres de viento (Plasma, Necrosis y Apobiosis); una vez que se ha alcanzado el nivel máximo (que es el nivel tres)de los dos poderes de un elemento aparecerá el tercero y último del mismo elemento (mencionados anteriormente), siendo estos más poderosos que los primeros dos. Una característica nueva es la ganancia de "BP" (Bounty Points) los cuales se usan para la compra de objetos, armaduras, balas y armas. El contador de "HP" y "MP" (Health Points y Mithocondrial Power respectivamente)se aprecia en la pantalla superior, y se va recuperando al usar un tipo especial de armaduras o usando objetos. 
Otro detalle es su modo de replay, que ofrece armas y objetos nuevos adjuntos a la partida; la cual ofrece 4 niveles: 
Modo Normal: Se inicia normalmente con objetos y características especiales.
Modo Bounty: Se obtienen recompensas al matar a los gólems, hay un poco de dificultad.
Modo Scavenger: Modo mísero y difícil, completándolo se logra desbloquear otro modo.
Modo Nightmare: Modo pesadilla, mucho más complejo y difícil.
En el juego se aprecian etapas, apareciendo en un centro comercial de Los Ángeles, luego en un pueblo en el desierto de Mojave, para llegar al último sitio llamado Refugio.
De modo similar a otros juegos de Squaresoft, los personajes no tienen voces, salvo en momentos muy puntuales y solo gritos, alaridos y saludos.

## Personajes
- Aya Brea: es el personaje principal y único jugable; tiene 26 años de edad (en el año 1998), pero gracias a las mitocondrias goza de una apariencia de semblante inferior a los 20 años. Su madre, Mariko, y su hermana, Maya, murieron en un accidente de coche cuando ella era una niña. En 1997 estuvo en la Policía de Nueva York seis meses hasta los acontecimientos del Caso Manhattan, a finales de ese año. Ella fue uno de los pocos supervivientes, y posteriormente se mudó a Los Ángeles y empezó a trabajar como cazadora de criaturas en MIST, un departamento especial perteneciente al FBI.

- Rupert Broderick: compañero de Aya (aunque normalmente trabajan por separado), tiene 38 años de edad. Perdió a su familia durante el Caso Manhattan; después se unió a MIST y se convirtió en un cazador experto; era el mejor tirador. Vive únicamente para vengarse de los mutantes.

- Pierce Carradine: tiene 25 años de edad y es el encargado del entrenamiento del personal, la informática, la investigación científica y la comunicación en MIST; asiste a Aya en las prácticas de tiro, aunque no le gustan las armas y nunca las usa. En numerosas ocasiones durante el juego demuestra estar enamorado de Aya y no duda en ir en su ayuda si sabe que está en peligro, metiéndose frecuentemente en problemas y siendo salvado por Aya, y no al contrario.

- Kyle Madigan: es un hombre misterioso y enigmático que tiene 29 años de edad. Fue miembro de las Fuerzas Especiales, pero se convirtió en cazarrecompensas por dinero y algo más de emoción. Aparece en ciertos momentos ayudando en los combates y para desarrollar la trama argumental.

- Gary Douglas: tiene 45 años de edad y es el último habitante del pueblo fantasma Dryfield, lugar que fue abandonado por la invasión de las ANMC. Tiene un perro llamado Flint, el cual es su único compañero en la desolada zona. Es un gran coleccionista de armas y un buen tirador. Gracias a Pierce, Douglas vende armas y equipamiento a Aya mediante BP (Bonus Points).

- Jodie Bouquet: especialista en armas de MIST, encargada de la armería y secretaria de la oficina. Atiende el teléfono cuando el jugador llama al cuartel; si no es ella, es el jefe.

- Jefe Baldwin: apodado HAL, es el jefe de MIST encargado de las misiones y las tareas del personal.

- Eve: es una niña exactamente igual a Aya debido a que es una clon. Fue creada por la misteriosa Organización para controlar a las ANMC. Tiene solo un año, pero la hicieron crecer artificial y parece tener diez.

- Gólem n.º 9 o N.º 9: el antagonista principal del juego; es un supersoldado que busca cumplir el objetivo de la Organización por su cuenta. Dice ser un cazador de NMC. Aya lucha contra él varias veces durante el juego.

- Dr. Maeda: no aparece directamente en el juego, pero lo nombran en varias ocasiones y Aya cuenta cosas de él en el epílogo especial que se obtiene con el final bueno. Es uno de los personajes principales del primer Parasite Eve.

- Dr. Bowman: científico que trabajaba en el refugio. Se presentó voluntario para el proyecto ANMC, así que le inyectaron neomitocondrias y se trasformó en una de esas criaturas. Es la primera ANMC capaz de hablar que se encuentra Aya.